# 풍동초등학교
풍동초등학교는 대한민국 경기도 고양시 일산동구에 있는 공립 초등학교이다.

## 학교 연혁
- 2006년 9월 1일 개교